# Realpolitik
Pour le jeu vidéo, voir Realpolitiks.
La realpolitik (de l'allemand : politique réaliste) désigne « la politique étrangère fondée sur le calcul des forces et l'intérêt national ».

## Origines
Le terme fut appliqué pour la première fois à l'attitude d'Otto von Bismarck qui suivait la trace de Metternich dans la recherche diplomatique d'un équilibre pacifique entre empires européens.

Lors de la guerre de 1866, il négocia l'alliance italienne pour attaquer l'Autriche et les États du Sud de l'Allemagne. Après la bataille de Sadowa, il s'abstint de demander des réparations pour permettre l'éclosion d'un Empire allemand sous l'autorité du roi de Prusse. Il se justifia à Guillaume Ier : 

« Nous ne devons pas choisir un tribunal, nous devons bâtir une politique allemande. »

L'aide de l'Autriche fut ainsi plus facile à obtenir par la suite lors de la guerre de 1870 contre la France.
Les origines de la realpolitik peuvent être recherchées chez Nicolas Machiavel qui, dans son ouvrage Le Prince (1513), établit que le seul but d'un prince devait être la recherche du pouvoir, indépendamment des questions religieuses et morales, estimant que la fin justifie les moyens.
Le cardinal de Richelieu appliqua ses théories lors de la guerre de Trente Ans et inventa[réf. nécessaire] l'expression « raison d'État ».
Si l'on veut chercher plus loin, on s'intéressera à Thucydide, historien grec auteur de La Guerre du Péloponnèse, qui notamment dans l'épisode du dialogue mélien, peut en être considéré comme un précurseur.
Le comte de Cavour s'inspira lui aussi de ces théories.

## Principe
La realpolitik est par principe une gestion très diplomatique de la paix. Elle tend à éviter de recourir à la course aux armements. Elle est fondée sur une prise de décision en connaissance du maximum de données et en sauvegardant le maximum d'options. Un de ses moyens est une large acceptation par l'opinion publique.
Elle fut abandonnée en Europe à la fin du XIXe siècle et laisse la place à la weltpolitik, fondée sur une recherche de supériorité militaire et une course aux armements qui trouvera son expression dans la Première Guerre mondiale.
Plusieurs écoles de pensée politique utilisent le terme realpolitik, en particulier les réalistes et les marxistes. Chez les réalistes (majoritairement dans les pays anglo-saxons de la fin du XXe siècle), le terme est utilisé dans un sens de recherche de l'intérêt national au-delà des clivages idéologiques.
Un exemple de realpolitik est l'action du gouvernement Nixon, conseillé par Henry Kissinger, de recherche de liens avec la Chine maoïste en dépit de divergences idéologiques énormes — plus grandes encore qu'avec l'URSS — et de la doctrine de l'endiguement.

### Contre-exemple
Le terme de moralpolitik, soit « politique morale » est forgé ultérieurement en opposition à la realpolitik. Le principe désigne une approche plus humanitaire, conciliatrice, fondée sur des valeurs,.

## Aujourd'hui
On assiste généralement dans tous les partis et gouvernements à une opposition entre les « realpoliticiens » et les « fondamentalistes » suivant leur attitude face à des compromis sur leurs idées. Le terme est aussi employé négativement pour souligner l'abandon des principes éthiques au profit d'intérêts nationaux (territoriaux, économiques…). Exemple : fermer les yeux sur les exactions commises par un dictateur pour tirer parti de l'exploitation des ressources présentes sur son territoire.
- En Allemagne, le terme a un sens bien plus simple de réaliste pour distinguer les politiques modestes, simples, des utopies trop zélées.
- En France, le terme possède deux sens. Positivement, il est employé dans le sens d'abandonner ses idéaux pour composer avec la réalité. Dans son sens négatif, il est utilisé pour indiquer un manque de vision politique conduisant à un règlement uniquement à court terme des problèmes.